# Norman Spencer (Filmproduzent)
Norman Leslie Spencer (* 13. August 1914 in Stockwell, London; † 16. August 2024 in Wimbledon, London) war ein britischer Filmproduzent, Drehbuchautor und Produktionsleiter.

## Tätigkeit im Filmgeschäft
Im Alter von 14 Jahren verließ Spencer die Schule und arbeitete anfangs als Maler von Filmplakaten. Er begann in der zweiten Hälfte der 1930er-Jahre, als Statist an Filmen wie Tatjana oder Splinters in the Air mitzuwirken, und schaffte darüber den Sprung in die Filmindustrie. Er war Mitarbeiter in den Denham Film Studios, als er Anfang der 1940er-Jahre den sechs Jahre älteren Filmeditor David Lean kennenlernte. Beide freundeten sich an, besonders über ihr gemeinsames Interesse am Kino. 1942 fungierte Spencer als Regieassistent bei Leans oscarprämiertem Kriegsfilm Für was wir dienen, der für Lean zugleich das Debüt als Regisseur darstellte.
Spencer war in den nächsten 20 Jahren ein wichtiger Mitarbeiter von David Lean, der in dieser Zeit eine Reihe von Filmklassikern schuf. Spencer war bei der 1944 von Lean mitgegründeten Filmfirma Cineguild Productions beschäftigt. In der Funktion des Produktionsleiters (production managers) arbeitete Spencer unter anderem an den David-Lean-Filmen Geisterkomödie, Geheimnisvolle Erbschaft und Oliver Twist. Bei der von Lean inszenierten Komödie Herr im Haus bin ich aus dem Jahr 1954 war Spencer zusätzlich Associate Producer und Co-Drehbuchautor. Leans erste Idee für die Hauptrolle war Roger Livesey, aber Spencer überzeugte ihn, stattdessen Charles Laughton zu besetzen. Für das Drehbuch zu Herr im Haus bin ich war Spencer gemeinsam mit Lean und Wynyard Browne für einen British Academy Film Award in der Kategorie Bestes Drehbuch nominiert. Spencer war Associate Producer bei Traum meines Lebens, arbeitete bei Die Brücke am Kwai an Überarbeitungen des Drehbuchs mit und war bei den in Marokko gedrehten Szenen von Lawrence von Arabien tätig, wo er 800 Kamele und 600 Reiter für die Schlachtszenen auftrieb.
In den 1960er-Jahren war Spencer als Direktionsassistent der europäischen Produktion von 20th Century Fox an der Entstehung von Filmen wie Die tollkühnen Männer in ihren fliegenden Kisten, Der blaue Max und Modesty Blaise – Die tödliche Lady beteiligt. Erst 1971, mit Ende fünfzig, war Spencer das erste Mal hauptverantwortlicher Produzent: bei dem zum Kultfilm gewordenen Fluchtpunkt San Francisco, der vor allem dank Spencers Einsatz realisiert und ein unerwarteter Kinoerfolg in Europa wurde. Auch daher bezeichnete Spencer ihn als sein liebstes Projekt. 1987 war er Co-Produzent von Richard Attenboroughs Film Schrei nach Freiheit, der für drei Oscars nominiert wurde. In den 1990er-Jahren zog er sich aus dem Filmgeschäft zurück.

## Privatleben und Alter
Mit seiner Ehefrau Barbara Sheppard war er von 1943 bis zu ihrem Tod 1998 verheiratet. Sie hatten zwei Töchter, darunter die Schauspielerin Sally-Jane Spencer (* 1948). Im Alter wurde Spencer als Zeitzeuge der Filmgeschichte mehrfach interviewt und war etwa 2013 Stargast bei einer Vorführung von Geheimnisvolle Erbschaft in Norfolk.
Norman Spencer starb im August 2024, drei Tage nach seinem 110. Geburtstag, im Londoner Stadtteil Wimbledon. Zu diesem Zeitpunkt war er der zweitälteste lebende Mann Großbritanniens (hinter John Tinniswood). Spencer kann als einer der wenigen Supercentenarians gelten, die aus anderen Gründen abseits ihres Alters prominent wurden.